# Liste der Baudenkmäler in Pöcking

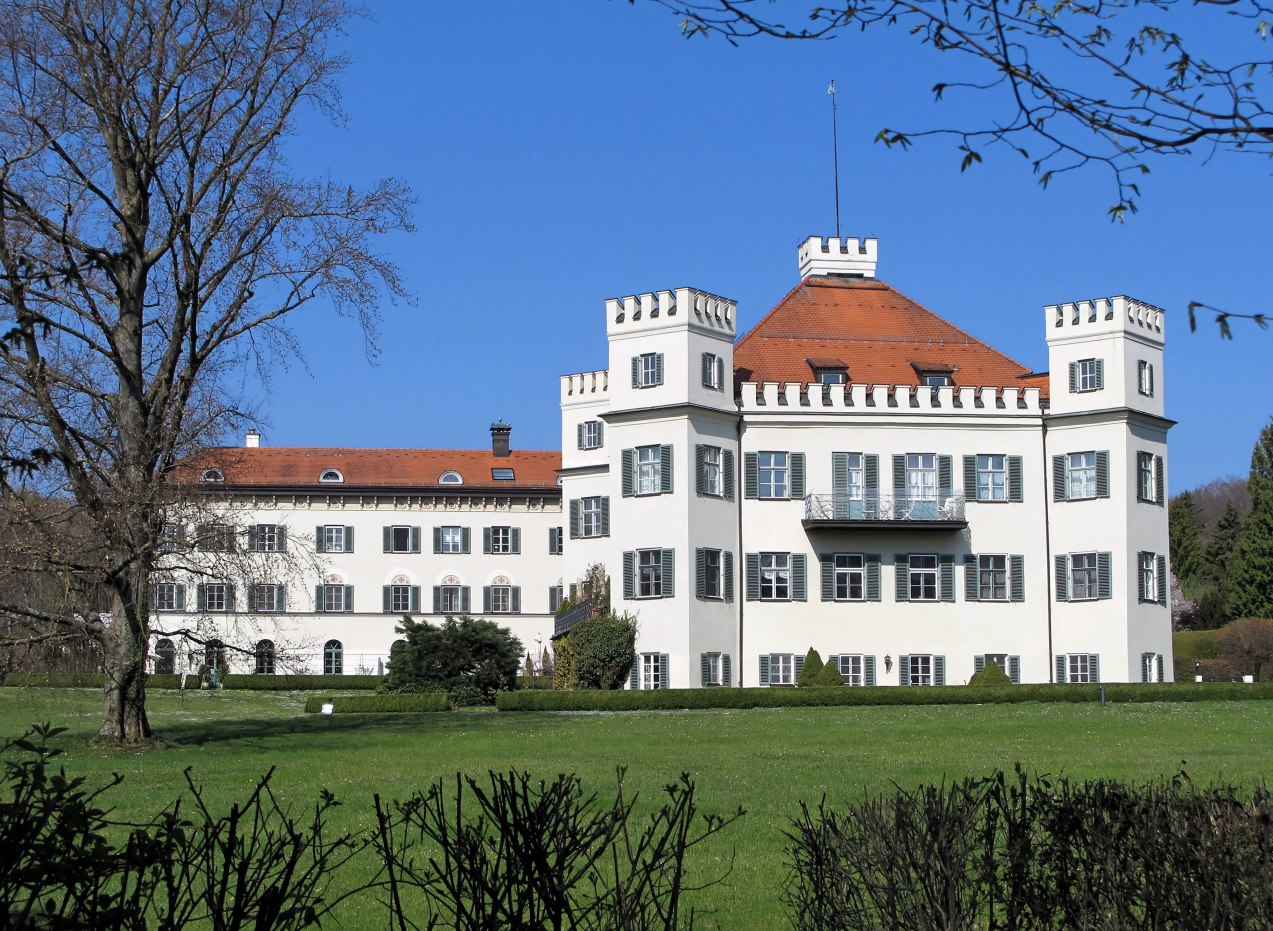
Schloss Possenhofen

Auf dieser Seite sind die Baudenkmäler in der oberbayerischen Gemeinde Pöcking zusammengestellt. Diese Tabelle ist eine Teilliste der Liste der Baudenkmäler in Bayern. Grundlage ist die Bayerische Denkmalliste, die auf Basis des Bayerischen Denkmalschutzgesetzes vom 1. Oktober 1973 erstmals erstellt wurde und seither durch das Bayerische Landesamt für Denkmalpflege geführt wird. Die folgenden Angaben ersetzen nicht die rechtsverbindliche Auskunft der Denkmalschutzbehörde.

## Baudenkmäler nach Ortsteilen

### Pöcking
| Lage                                | Objekt                             | Beschreibung | Akten-Nr.     | Bild                         |
| ----------------------------------- | ---------------------------------- | --- | ------------- | ---------------------------- |
| Alte Bahnhofstraße 8 (Standort)     | Villa Defregger                    | ehemalige Villa Adler, zweigeschossiger Walmdachbau mit Elementen des alpenländischen Heimatstils, mit Balkonen, Ziergiebel und Wandmalerei, 1900 von Eugen Drollinger | D-1-88-137-3  | weitere Bilder               |
| Feldafinger Straße 15 (Standort)    | Villa Reber                        | zweigeschossiger Walmdachbau mit eingestelltem Belvedereturm, Eingangsvordach und Eisenbalkon auf gusseisernen Stützen, in italienischem Stil, 1873 von Josef Knittl, 1895 von Johann Biersack um Anbau erweitert | D-1-88-137-5  | Villa Reber                  |
| Feldafinger Straße 17 (Standort)    | Villa von Lossow                   | zweigeschossiger Halbwalmdachbau mit flachem, eingestelltem Treppenturm, Erker und Holzbalkon, in barockisierendem Jugendstil, 1896/1898 für Franz von Soxhlet nach Entwurf von Paul Pfann und Günther Blumentritt erbaut; später bewohnt durch Oberstleutnant Walter von Lossow (1872–1943) und Hélène von Lossow geb. Soxhlet (1881–1955) | D-1-88-137-6  | weitere Bilder               |
| Feldafinger Straße 27 (Standort)    | Villa Ranke                        | zweigeschossiger Satteldachbau in spätklassizistischen Formen, Dachvorkragung über Konsolen, um 1880; mit Garteneinfriedung | D-1-88-137-7  | weitere Bilder               |
| Feldafinger Straße 41 (Standort)    | Villa Riccius                      | Zweigeschossiger gotisierender Gruppenbau mit Kreuzgiebel, rundem Eckturm und Staffelgiebeln; 1898 für Karl Hausmann nach Entwurf von Leonhard Romeis erbaut; mit gemauerter Toreinfahrt | D-1-88-137-8  | Villa Riccius                |
| Hauptstraße 6 (Standort)            | Kirche St. Ulrich                  | katholische Filialkirche (ehemals Pfarrkirche), auf älterer Grundlage zwischen 1683 und 1702 erbaut; mit Ausstattung; ummauerter Friedhof mit Grabmälern des frühen 20. Jahrhunderts | D-1-88-137-9  | weitere Bilder               |
| Hauptstraße 19 (Standort)           | Gasthof zur Post                   | ehemalige Taxis’sche Reichsposthalterei, zweigeschossiger Flachsatteldachbau mit Wandmalerei, im Kern aus dem 18. Jahrhundert, Haustür bezeichnet 1852; schmiedeeiserner Ausleger, 19./Anfang 20. Jahrhundert. | D-1-88-137-10 | weitere Bilder               |
| Hauptstraße 31 (Standort)           | Bauernhaus                         | zweigeschossiger Satteldachbau im Heimatstil, mit hölzernen Balkons und ornamentaler Schablonenmalerei, bezeichnet 1901 | D-1-88-137-11 | Bauernhaus                   |
| Heinrich-Knote-Straße 14 (Standort) | ehemaliges Pförtnerhaus            | ehemaliges Pförtnerhaus zum geplanten, aber nicht ausgeführten Littmann’schen Landsitz; zweigeschossiger Satteldachbau mit zweifachem Quergiebel, Loggia mit Rundbogen, Zierfachwerk; 1900 von Max Littmann; bauzeitlicher Gartenpavillon                                                                                                   | D-1-88-137-38 | weitere Bilder               |
| Heinrich-Knote-Straße 16 (Standort) | Villa Haus                         | zweigeschossiger Bau über quadratischem Grundriss mit geschwungenem Mansardwalmdach, auf der Seeseite Loggia, Freitreppe und Dachausbau; 1901/1902 für Militärgerichtsrat Franz Haus nach Entwurf von Richard Riemerschmid erbaut | D-1-88-137-39 | weitere Bilder               |
| Heinrich-Knote-Straße 78 (Standort) | Villa Fleischmann                  | zweigeschossiger Satteldachbau, mit Zierbundwerk, Eckerker und Loggia mit Altane, im Heimatstil; 1897/1898 von Heilmann & Littmann erbaut | D-1-88-137-1  | Villa Fleischmann            |
| Hindenburgstraße 10/10 a (Standort) | Villa Tausch                       | zweigeschossiger Satteldachbau mit Belvedereturm, Loggia und Altane auf der südlichen Giebelseite, in italienischem Stil, 1865; im Garten neuklassizistische Figur der Flora; westlicher Kreuzgiebelbau um 1910 anstelle des ehemaligen Pferdestalls angebaut                                                                               | D-1-88-137-13 | Villa Tausch                 |
| Hindenburgstraße 15 (Standort)      | Villa Habsburg, auch Villa Austria | zweigeschossiger Mansardwalmbau mit Altane, Treppe und Terrassenvorbau, in reduziert neubarocken bzw. neuklassizistischen Formen; 1902 erbaut für Hofkapellmeister Hugo Röhr nah Entwurf von Eugen Drollinger; 1922 umgebaut und vergrößert; auf einer Hügelkuppe gelegen; Toreinfahrt zum Park und Auffahrtsallee gleichzeitig erbaut      | D-1-88-137-14 | weitere Bilder               |
| Keltenstraße 33 (Standort)          | Villa Bäumler bzw. Heidinger       | schlossartiger, zweigeschossiger Walmdachbau mit Zwiebeltürmen und kurzen erdgeschossigen Seitenflügeln mit Steilwalm; 1921 von Anton Hatzl jun.; in parkartiger Gartenanlage | D-1-88-137-12 | Villa Bäumler bzw. Heidinger |
| Zum Ministerhügel 18 (Standort)     | Villa Dallmayer                    | dreigeschossiger, spätklassizistischer Kreuzgiebelbau mit Gruppenfenster im 1. Obergeschoss und mit erdgeschossigen Anbauten, 1875; in parkartiger Anlage erbaut | D-1-88-137-15 | Villa Dallmayer              |

### Aschering
| Lage                               | Objekt               | Beschreibung                                                                                                | Akten-Nr.     | Bild            |
| ---------------------------------- | -------------------- | --- | ------------- | --------------- |
| Bachweg 8 (Standort)               | Kleinbauernhaus      | Wohnstallhaus, Putzbau mit Flachsatteldach, im Kern 18. Jahrhundert.                                        | D-1-88-137-18 | Kleinbauernhaus |
| St.-Sebastian-Straße 18 (Standort) | Kirche St. Sebastian | Katholische Filialkirche, im Kern wohl noch 13. Jahrhundert, Ausbau Mitte 18. Jahrhundert; mit Ausstattung. | D-1-88-137-16 | weitere Bilder  |

### Maising
| Lage                     | Objekt                                    | Beschreibung | Akten-Nr.     | Bild                 |
| ------------------------ | ----------------------------------------- | --- | ------------- | -------------------- |
| Kirchenweg 2 (Standort)  | Katholische Filialkirche St. Bartholomäus | Katholische Kirche, Saalbau mit eingezogenem Chor, im Kern spätmittelalterlich, im 19. Jahrhundert verändert; mit Ausstattung.                                                                    | D-1-88-137-19 | weitere Bilder       |
| Ortsstraße 8 (Standort)  | Bachweberhäusl                            | Ehemalige Handwerkersölde, zweigeschossiger Satteldachbau, Obergeschoss verschalter Blockbau, 17./18. Jahrhundert, steileres Dach Mitte 19. Jahrhundert aufgesetzt.                               | D-1-88-137-20 | weitere Bilder       |
| Ortsstraße 16 (Standort) | Ehemaliger Eiskeller                      | Gemauertes Kellerhaus mit Flachsatteldach, wohl Mitte 19. Jahrhundert. | D-1-88-137-21 | Ehemaliger Eiskeller |
| Ortsstraße 25 (Standort) | Bauernhaus                                | Wohnteil eines ehemaligen Wohnstallhauses, breitgelagerter, zweigeschossiger Satteldachbau, verputzt, im Kern wohl 18. Jahrhundert, umlaufende Putzrustika an der Fassade, Mitte 19. Jahrhundert. | D-1-88-137-22 | weitere Bilder       |
| Seefeld (Standort)       | Votivkapelle                              | Kleiner Satteldachbau mit stark vorkragendem Traufgesims, 1871/72. | D-1-88-137-23 | Votivkapelle         |

### Niederpöcking
| Lage                                          | Objekt              | Beschreibung | Akten-Nr.     | Bild           |
| --------------------------------------------- | ------------------- | --- | ------------- | -------------- |
| Ferdinand-von-Miller-Straße 7 (Standort)      | Villa Zitzmann      | Villa für Karl Zitzmann, bis 2011 Bundesschule des Deutschen Gewerkschaftsbundes; zweigeschossiger Bau am See, in klassizistischen Formen mit schiefergedecktem Mansardwalmdach, Terrassenanlage über Gartensaal; 1922–1923 nach Entwurf von Otto Gruber und Emil Valentin Gutmann (Karlsruhe); Brunnen aus Rotmarmor (gleichzeitig); Bootshafen mit Bootshaus sowie Gartenparterre und Pavillon (gleichzeitig); Garagenbau an der Straße (gleichzeitig) | D-1-88-137-24 | weitere Bilder |
| Ferdinand-von-Miller-Straße 8 (Standort)      | Villa von Perfall   | Zweigeschossiger Satteldachbau im Schweizerstil, mit holzverschaltem Fachwerk und umlaufendem Balkon, um 1855 für Hofopernintendant Karl von Perfall erbaut nach Entwurf von Arnold Zenetti | D-1-88-137-25 | weitere Bilder |
| Ferdinand-von-Miller-Straße 11/13 (Standort)  | Villa von Miller    | Zweigeschossiger Walmdachbau mit Turmrisalit und erdgeschossigen Polygonalerkern, im Maximiliansstil, 1855 von Arnold Zenetti; weithin sichtbar über dem Seeufer; Wandmalereien von Moritz von Schwind; Terrasse mit Gusseisengeländer; Figurengruppe von Max Widnmann, gegossen von Ferdinand von Miller; Hauskapelle, bezeichnet 1918; Dienerschaftshaus; Gartenanlage; Bootshaus, 1914 nach Plänen von Hermann von Miller; Christusbrunnen von Ludwig von Schwanthaler, Guss von Ferdinand von Miller, an der Straße | D-1-88-137-26 | weitere Bilder |
| Ferdinand-von-Miller-Straße 19 (Standort)     | Neugotische Kapelle | Villenkapelle in neugotischer Form, für den Heraldiker Heinrich Meyer von Meyerfels erbaut, 1861–1863 wohl von Arnold Zenetti; mit Ausstattung; zwei Inschrifttafeln, 1864 | D-1-88-137-27 | weitere Bilder |
| Ferdinand-von-Miller-Straße 23 (Standort)     | Seepavillon         | mit Bootshaus, Aussichtsterrasse und Hafenanlage, um 1900 | D-1-88-137-28 | weitere Bilder |
| Ferdinand-von-Miller-Straße 39, 41 (Standort) | Knorrschlößl        | Zweigeschossiger Satteldachbau mit Mezzanin, Mittelrisalit und eingestelltem Belvedereturm, im italienischen Stil mit Elementen des Maximiliansstils, für den Großkaufmann Angelo Knorr erbaut, 1853 von Arnold Zenetti; weithin sichtbar über dem Seeufer; Nebengebäude mit ehemaligen Stallungen und Bedienstetenwohnungen (gleichzeitig); Parkanlage mit Bootshafen (gleichzeitig) | D-1-88-137-29 | weitere Bilder |
| Moritz-von-Schwind-Weg 1 (Standort)           | Haus Meindl         | Eingeschossiger Satteldachbau mit ausgebautem Dach und mit nach Norden leicht versetzt angeordnetem Nebengebäude, zwischen den firstgleichen Satteldachbauten überdeckter Sitzplatz, Wohnhaus mit eingezogener, vollverglaster Südwand zum Garten hin, 1951 von Sep Ruf | D-1-88-137-45 | Haus Meindl    |
| Gut Schmalzhof (Standort)                     | Gutshof             | Herrenhaus als zweigeschossiger Flachsatteldachbau mit Erker, Flugpfetten und Lauben; als weitgehender Neubau 1931 von Franz Zell; erdgeschossige Anbauten 1937 von Dieter Sattler Verwalterhaus als zweigeschossiger Flachsatteldachbau mit holzverschaltem Obergeschoss, 1937 von Dieter Sattler dreiseitig angeordneter, zweigeschossiger Wirtschaftshof mit Wohngebäuden als Kopfbauten, im Kern aus dem 19. Jahrhundert, prägende Umbauten 1920/1921, 1925 und vor 1935 ehemaliger Kuhstall als erdgeschossiger Mauerwerksbau mit Flachsatteldach mit einseitig abgeschlepptem Dach und Kniestock, 1921 ehemaliges Arbeiterwohnhaus als erdgeschossiger Satteldachbau, 1921 Toreinfahrt, um 1920/40 | D-1-88-137-50 | Gutshof        |

### Possenhofen
| Lage                                | Objekt                                         | Beschreibung | Akten-Nr.               | Bild                  |
| ----------------------------------- | ---------------------------------------------- | --- | ----------------------- | --------------------- |
| Karl-Theodor-Straße 4 (Standort)    | Villa                                          | Zweigeschossiger Schopfwalmdachbau mit Putzgliederungen, Zierbund- und Fachwerk, im Schweizerstil, 1891. | D-1-88-137-32           | Villa                 |
| Karl-Theodor-Straße 6 (Standort)    | Gasthaus Schauer                               | Zweigeschossiger Satteldachbau mit Kastengesims und klassizistischer Doppelflügel-Haustür, Anfang 19. Jahrhundert. | D-1-88-137-33           | weitere Bilder        |
| Karl-Theodor-Straße 7 (Standort)    | Fischmeisterkapelle                            | Kleiner Satteldachbau mit Dachreiter, Mitte 19. Jahrhundert. | D-1-88-137-34           | Fischmeisterkapelle   |
| Karl-Theodor-Straße 14 (Standort)   | Schloss Possenhofen                            | Altes Schloss, 1536 für den herzoglichen Kanzler Jakob Rosenbusch errichtetes Hofmarksschloss, kubischer Walmdachbau mit vier Ecktürmen, 1692 Umbau, 1834/35 von Herzog Max in Bayern erworben und im Maximiliansstil überarbeitet, 1860 Neugestaltung der Fassaden. Neues Schloss, Dreiflügelbau, als zweigeschossige Anlage vor 1840 errichtet, südlicher und westlicher Trakt um 1860, zweites Obergeschoss um 1900, durchgreifender Umbau 1982/83. | D-1-88-137-35           | weitere Bilder        |
| Karl-Theodor-Straße 14 (Standort)   | Schloss Possenhofen                            | Schlosskapelle als Verbindungsbau zwischen Altem und Neuem Schloss, um 1854 von Daniel Ohlmüller erbaut; mit Ausstattung. | D-1-88-137-35 zugehörig | weitere Bilder        |
| Karl-Theodor-Straße 14 (Standort)   | Schloss Possenhofen                            | Schlosspark im englischen Stil, Mitte 19. Jahrhundert. | D-1-88-137-35 zugehörig | Schloss Possenhofen   |
| Karl-Theodor-Straße 14 (Standort)   | Schloss Possenhofen                            | Reste der Schlossbefestigung, sieben Rundtürme mit Maueranschlüssen, im Südosten geschlossener Mauerzug, 16. Jahrhundert, gotisierend erneuert Mitte 19. Jahrhundert, neugotisches Parktor zum See im Osten. | D-1-88-137-35 zugehörig | Schloss Possenhofen   |
| Kurt-Stieler-Straße 5 (Standort)    | Villa Fischer                                  | Dreigeschossiger, turmartiger Giebelbau in Formen der deutschen Renaissance, mit Zierfach- und Bundwerk, angeschlossener zweigeschossiger Quertrakt in gleicher Art; ehemalige Kutscherremise, eingeschossig mit Kniestock und Walmdach; eiserner Einfriedungszaun; um 1890. | D-1-88-137-30           | weitere Bilder        |
| Kurt-Stieler-Straße 9 (Standort)    | Ehemaliges Bauernhaus                          | Wohnstallhaus, zweigeschossiger Satteldachbau, Wohnteil verputzt, um Mitte 19. Jahrhundert. | D-1-88-137-31           | Ehemaliges Bauernhaus |
| Nähe Forsthaus am See (Standort)    | Pschorrbrunnen                                 | An der Seestraße, gemauerte Nische mit Brunnenbecken, 1913. | D-1-88-137-2            | Pschorrbrunnen        |
| Nähe Karl-Theodor-Straße (Standort) | Wegkreuz                                       | Mit Kruzifix im hölzernen Gehäuse, Bildnische am Schaft bezeichnet 1845; an der Karl-Theodor-Straße südwestlich des Schlosses. | D-1-88-137-42           | weitere Bilder        |
| Possenhofener Wald (Standort)       | Kalvarienberg                                  | Kalvarienberg mit Kreuzigungsgruppe und Ölbergszene, angelegt Mitte 17. Jahrhundert; Figurengruppe mit Christus am Kreuz, Schächern und Maria, 2. Hälfte 19. Jahrhundert, weitere Figurengruppe Christus am Ölberg und zwei Engel in moderner Kapelle, 19. Jahrhundert. (Zur Geschichte der Kreuzigungsgruppe) (Zur Geschichte des Kreuzwegs) | D-1-88-137-37           | weitere Bilder        |
| Schloßberg 2 (Standort)             | Bahnhof Possenhofen, Kaiserin-Elisabeth-Museum | Zweigeschossiger Pavillonbau mit Flachwalmdach und seitlichen Flügeln, im Maximiliansstil, von Georg von Dollmann, 1865; bemalter und stuckierter königlicher Wartesalon. | D-1-88-137-36           | weitere Bilder        |
| Seeweg 7 (Standort)                 | Villa Hilger                                   | Zweigeschossiger Satteldachbau mit dreigeschossigem Belvedereturm zum See, erbaut für Hofrat Dr. Albert Hilger, im Kern 1860/70, von Eugen Behles umgebaut, 1896. | D-1-88-137-41           | Villa Hilger          |
| Zum Landesteg 14 (Standort)         | Landhaus                                       | Landhaus in Hanglage, zweigeschossiger Satteldachbau mit Kniestock und mittigem Zwerchgiebel über Loggien mit gesägten Brüstungen, um 1880; Nebengebäude, eingeschossiger Satteldachbau mit teilweise verbrettertem Kniestock und Giebel, wohl gleichzeitig. | D-1-88-137-40           | Landhaus              |

### Seewiesen
| Lage                   | Objekt          | Beschreibung | Akten-Nr.     | Bild |
| ---------------------- | --------------- | --- | ------------- | ---- |
| Seewiesen 6 (Standort) | Wandzeichnungen | Rötel- und Bleistiftzeichnungen von Institutsmitgliedern, an den Wänden des Treppenhauses von Haus Nr. 6, 1958. | D-1-88-137-44 | BW   |

## Ehemalige Baudenkmäler
In diesem Abschnitt sind Objekte aufgeführt, die früher einmal in der Denkmalliste eingetragen waren, jetzt aber nicht mehr. Objekte, die in anderem Zusammenhang also z. B. als Teil eines Baudenkmals weiter eingetragen sind, sollen hier nicht aufgeführt werden. Aktennummern in diesem Abschnitt sind ehemalige, jetzt nicht mehr gültige Aktennummern.

| Lage                           | Objekt                     | Beschreibung                         | Akten-Nr. | Bild                       |
| ------------------------------ | -------------------------- | ------------------------------------ | --------- | -------------------------- |
| Aschering Bachweg 1 (Standort) | Ehemaliges Kleinbauernhaus | Putzbau mit Flachsatteldach, um 1890 |           | Ehemaliges Kleinbauernhaus |